# Thagria fossa
Thagria fossa är en insektsart som beskrevs av Nielson 1977. Thagria fossa ingår i släktet Thagria och familjen dvärgstritar. Inga underarter finns listade i Catalogue of Life.